# Elena Soboleva (sciatrice)
Elena Aleksandrovna Soboleva, coniugata Ustjugova (in russo Елена Александровна Соболева-Устюгова?; 8 gennaio 1992), è una fondista russa.
In seguito al matrimonio ha assunto il cognome del coniuge e si è iscritta alle liste FIS come Elena Ustjugova (traslitterato anche Elena Ustiugova)

## Biografia
La Soboleva, attiva in gare FIS dal dicembre del 2008, in Coppa del Mondo ha esordito il 23 gennaio 2011 a Otepää (28ª) e ai Campionati mondiali a Lahti 2017, dove si è classificata 28ª nella sprint e 20ª nella 30 km. Ha conquistato il primo podio in Coppa del Mondo il 9 dicembre 2018 a Beitostølen (2ª); ai successivi Mondiali di Seefeld in Tirol 2019 è stata 27ª nella 30 km e 34ª nella sprint.

## Palmarès

### Mondiali juniores
- 3 medaglie:
  - 1 oro (staffetta a Erzurum 2012)
  - 2 argenti (staffetta a Otepää 2011; 5 km a Erzurum 2012)

### Coppa del Mondo
- Miglior piazzamento in classifica generale: 46ª nel 2018
- 1 podio (a squadre):
  - 1 secondo posto